# Holbæk (municipio)
Holbæk es un municipio de Dinamarca en la región administrativa de Selandia. Tiene un área de 578,7 km² y una población de 69.415 habitantes en 2012. La ciudad de Holbæk es la capital municipal, a la vez que la mayor localidad.
El municipio está situado en el noroeste de la isla de Selandia. Limita el oeste con Kalundborg, al norte con Odsherred y el Isefjord, al oeste con Frederikssund y Lejre, y al sur con Ringsted y Sorø. También incluye la pequeña isla de Orø, en el Isefjord.
El actual municipio de Holbæk se creó el 1 de enero de 2007, con la fusión de 5 municipios: Holbæk, Jernløse, Svinninge, Tornved y Tølløse.

## Localidades
El municipio de Holbæk cuenta con una población total de 69.415 habitantes en el año 2012. Tiene 27 localidades urbanas (byer), en las que residen 55.986 habitantes. Un total de 13.331 personas reside en localidades rurales (localidades con menos de 200 habitantes), y 98 no tienen residencia fija.
| Localidades más pobladas de Holbæk |               |                  |
| Nº                                 | Localidad     | Población (2012) |
| 1                                  | Holbæk        | 27.195           |
| 2                                  | Jyderup       | 4.081            |
| 3                                  | Tølløse       | 3.754            |
| 4                                  | Svinninge     | 2.759            |
| 5                                  | Vipperød      | 2.260            |
| 6                                  | Regstrup      | 2.096            |
| 7                                  | Mørkøv        | 1.795            |
| 8                                  | Gislinge      | 1.426            |
| 9                                  | Store Merløse | 1.205            |
| 5                                  | Undløse       | 1.199            |